# Tần Vũ công
Tần Vũ công (chữ Hán: 秦武公, trị vì: 697 TCN-678 TCN), là vị vua thứ 10 của nước Tần - chư hầu nhà Chu trong lịch sử Trung Quốc.

## Lên ngôi
Theo Sử ký, Tần Vũ công vốn là con trưởng của Tần Ninh công, vua thứ 8 nước Tần, mẹ là Lỗ cơ. Ninh công vốn đã lập ông làm thế tử. Năm 704 TCN, Tần Ninh công mất, 3 đại thần là Phất Kỵ (弗忌), Uy Lũy và Tam Phủ (三父) phế ông, lập người em út của ông mới 5 tuổi lên ngôi lên nối ngôi, tức là Tần Xuất tử.
Năm 698 TCN thì 3 đại thần Phất Kỵ, Uy Lũy và Tam Phủ lại đồng mưu sát hại Xuất tử và lập ông lên ngôi, tức là Tần Vũ công.

## Trị vì
Năm 697 TCN, Tần Vũ công mang quân đánh họ Bành, họ Hỷ, tiến tới chân núi Hoa Sơn.
Năm 695 TCN, lấy cớ báo thù cho Tần Xuất tử, ông tru di tam tộc ba đại thần Phất Kỵ, Uy Lũy và Tam Phủ.
Năm 688 TCN, Tần Vũ công mang quân đi đánh đất Khuê và đất Ký Nhung, lần đầu tiên thiết lập huyện tại đây. Sang năm 687 TCN, ông lại lập huyện lần đầu tại vùng đất Đỗ, đất Trịnh và diệt nước Tiểu Quắc (ngày nay là Thiên Thủy, tỉnh Cam Túc).

## Qua đời
Năm 678 TCN, Tần Vũ công qua đời, ông làm vua tất cả 20 năm, không rõ bao nhiêu tuổi, chỉ biết ông lớn hơn người em thứ là Đức công sinh năm 710 TCN.
Ông được an táng tại Bình Dương thuộc Ung ấp. Ông có người con trai là Doanh Bạch, nhưng Bạch không được lập làm vua mà được phong ở đất Bình Dương. Triều thần lập người em thứ hai của ông lên ngôi, tức là Tần Đức công.

## Tuẫn táng
Tần Vũ công là vua đầu tiên thực hiện chế độ tuẫn táng. Khi ông qua đời năm 678 TCN, đã có 66 người bị chôn chung.